# Éléonore Neville
Titres
Comtesse de Northumberland
16 mars 1416 – 22 mai 1455
(39 ans, 2 mois et 6 jours)
Baronne Burghersh
23 mai 1412 – 16 avril 1414
(1 an, 10 mois et 24 jours)
Éléonore Neville (vers 1398 – 1472) est une femme de la noblesse anglaise et un membre de la famille Neville.

## Biographie
Née vers 1398, Éléonore Neville est la deuxième fille de Ralph Neville, 1er comte de Westmorland, et de sa seconde épouse Jeanne Beaufort. Peu avant le 23 mai 1412, elle épouse Richard le Despenser, 4e baron Burghersh, mais se retrouve veuve dès le 16 avril 1414. Éléonore se remarie dès le 7 octobre 1414 avec Henry Percy, héritier du comté de Northumberland. Ce mariage a pour but de réchauffer les relations entre les familles Neville et Percy, en rivalité pour le contrôle du Nord de l'Angleterre depuis plusieurs décennies.
En dépit de son mariage, Henry Percy entre en conflit avec son beau-frère Richard Neville, 5e comte de Salisbury, en 1453. La querelle Percy-Neville secoue le Nord et joue un rôle notable dans le déclenchement de la guerre des Deux-Roses. Prenant le parti du roi Henri VI, Henry Percy est tué à la première bataille de St Albans le 22 mai 1455 par les forces de Richard Plantagenêt et de ses alliés Neville. Ayant perdu au cours du conflit son époux et quatre de ses fils, Éléonore Neville mène une existence obscure jusqu'à sa mort en 1472.

## Descendance
De son second mariage avec Henry Percy, 2e comte de Northumberland, Éléonore Neville a dix enfants :
- John Percy (8 juillet 1418 – en bas âge) ;
- Henry Percy (25 juillet 1421 – 29 mars 1461), 3e comte de Northumberland, épouse Eleanor Poynings ;
- Thomas Percy (29 novembre 1422 – 10 juillet 1460), 1er baron Egremont ;
- Katherine Percy (18 mai 1423 – après 1475), épouse Edmond Grey, 1er comte de Kent ;
- George Percy (24 juillet 1424 – 14 novembre 1474) ;
- Ralph Percy (11 août 1425 – 25 avril 1464), épouse Eleanor Acton, puis Jane Teye ;
- Richard Percy (1426 ou 1427 – 29 mars 1461) ;
- William Percy (7 avril 1428 – 26 avril 1462), évêque de Carlisle ;
- Joan Percy (1430 – 1482) ;
- Anne Percy (3 février 1436 – 5 juillet 1522), épouse Thomas Hungerford de Rowden, puis Lawrence Raynesford, puis Hugh Vaughan.